# Ernest Rannou
Ernest Rannou est un joueur et entraîneur de football français, né à Locmaria-Plouzané (Finistère) le 15 septembre 1923 et décédé le 8 septembre 2013 à Brest.

## Biographie
Ernest Rannou fut lors de la saison 1950-1951 de la toute première équipe d'un Stade brestois 29 fondé le 9 juin 1950 où il joua en équipe A jusqu'en 1961 entrainé par Francis Chopin. Il a connu au Stade brestois toutes les montées jusqu'au Championnat de France Amateur (CFA).
De 1961 à 1963, il fut le joueur entraîneur de l'équipe B du Stade brestois 29 avant de devenir, de 1963 à 1966, aux côtés de Sarkis Garabedian, l’entraîneur de l’équipe première, redescendue en Division d'honneur en 1963 après le départ de Francis Chopin en 1962 et une saison avec l’entraîneur Albert Toris.
Au printemps 1966, après la victoire 2-1 de l'Armoricaine face au FC Lorient, le Stade brestois 29 des deux entraîneurs Garabedian et Rannou reprenait place en CFA.
Après quelques années, Ernest Rannou revint épauler son fils Jacques quand celui-ci, à la fin des années 1960, commence à jouer dans les catégories jeune au Stade brestois 29. Ernest arrêta la pratique du football en 1966 (à 43 ans) à la suite d'un mal de hanche consécutif à un choc tout à fait involontaire avec Martial Gergotich, le footballeur-entraîneur de l'AS Brest.
Il fut élu par ses pairs parmi les tout meilleurs arrières centraux et arrières droits de la ligue de l'ouest des années 1950.